# Marius Gueit
Marius André Gueit (né à Hyères le 2 juillet 1808 et mort à Paris 12e le 2 décembre 1862) est un organiste, violoncelliste et compositeur français.

## Biographie
Fils d'un muletier, il perdit la vue à l'âge de 15 mois. Tout d'abord élève de l'Institut national des jeunes aveugles (INJA), à Paris, il y enseigna de 1826 à 1832.
Parmi les professeurs qui enseignèrent dans cette école, on relève les noms des organistes Guillaume Lasceux (Poissy, 1740-Paris, 1831) et de Jean-Nicolas Marrigues (1757-1834).
De 1832 à 1840, Gueit occupa le poste d'organiste de l'église Saint-Paterne d'Orléans, succédant à Sébastien Demar (pianiste, compositeur et organiste d'origine allemande, installé à Orléans depuis 1791, à l'orgue de Saint-Paterne depuis 1815). Dans cette même ville, Gueit fut également violoncelliste à l'Institut musical (créé en 1834), ancêtre du Conservatoire.
Il regagna ensuite Paris, où il tint l'orgue de l'église Saint-Denis-du-Sacrement, et redevint enseignant à l'INJA.
Il y eut pour élève l'organiste orléanais Henri Victor Tournaillon (Beaugency, 11 mars 1832-Orléans, 20 octobre 1887), entré à l'INJA le 16 novembre 1843.

## Production musicale
Il publia de nombreux recueils pour orgue. Certains sont écrits pour « orgue expressif » (l'harmonium), instrument récent, qui connaissait une certaine vogue.
On a aussi de lui Trois motets au Saint-Sacrement (trois Élévations), chantés, ainsi qu'un Andante & Rondo pour Violoncelle, avec accompagnement de Piano.
On possède assez peu de musique pour orgue datant de cette époque, ce qui rend intéressante la survivance, chez lui, de certaines indications de registration, mêlées à d'autres éléments plus modernes (ou tout au moins "d'actualité").

## Œuvres actuellement répertoriées
- Rééd. : Six offertoires caractéristiques, pour orgue (1856). Rééd. Paris, Chanvrelin, 1998 (cf. Six Offertoires... en deux livres, pour l'orgue. Op. 49, Paris, Régnier-Canaux, 1853, et : id., op. 63. Localisation : BnF).
- Manière de mélanger les jeux de l'orgue précédée d'une introduction qui fait connaître la nature et l'emploi des jeux de l'orgue. Par A. Marius Gueit. Répétiteur à l'Institution royale des jeunes aveugles, Paris, Imprimé à l'Institution royale des jeunes aveugles, 1830, [4]-36 fos. Gravures en relief. Localisation : Paris. Bibliothèque Mazarine.
- Sept recueils ayant appartenu à la collection Louis Petit (probablement un organiste). Localisation : BnF.

À la BnF également :
- - Le Souvenir. Nouvelle fantaisie brillante pour le forte-piano. Op. 2, Paris, Lemoine, s. d., 13 p.
  - Les adieux à la ville d'Hières. Fantaisie brillante pour le piano-forte. Op. 3, Paris, Lemoine, s. d., 17 p.
  - Un jour à Honfleur ! Romance. Paroles de Mr A. G***, Paris, 1855.
  - Sonate pour piano et orgue. Op. 69, Paris, Régnier-Canaux, 1857.
  - 20 Morceaux pour Orgue... pour servir... aux différents offices... Op. 40. Livre 1, Paris, Veuve Canaux, s. d., 17 p.
  - Trois Élévations suivies d'un Offertoire et d'une fugue... pour Orgue..., Paris, Régnier-Canaux, 1853, 13 p.
  - L'Écho des Cathédrales. Recueil de 74 morceaux pour l'Orgue... Op. 56, Paris, Régnier-Canaux, 1853. Séries 1-7.
  - 1re Suite de la méthode d'orgue transpositeur. 30 antiennes ou versets courts, faciles et chantant, op. 60, S.l., s.n., [1854], In-fol., 15 p. (« Principe de lecture de la clef transpositrice employée avec le tonal seul »).
  - Douze versets pour orgue, 1857, 13 p.
  - Trois Motets au St Sacrement, d'une exécution facile, à 2 voix, avec accompagnement d'orgue, Paris, C. Canaux, s. d. 1852 (O Salutaris, Ave verum, Tantum ergo), 4 p. (autre localisation : Oxford. University College).
  -  O Salutaris à 3 voix d'une exécution facile avec accompagnement d'orgue, Paris, Régnier-Canaux, [1853].
  - O Salutaris à trois voix avec accompagnement d'orgue, Paris, Régnier Canaux, [1855].
  - Ave Maria. Solo pour soprano ou ténor, Paris, Régnier-Canaux, 1855.
  - Ave Maria. Duo pour soprano ou ténor, id.
  - Ave Maria. Solo, duo et chœur avec accompagnement d'orgue, Paris, Régnier-Canaux, 1853.
  - Ave verum. Solo pour soprano ou ténor, avec accompagnement d'orgue, id., 1855.
  - Ave verum. Chœur facile à 2 voix, avec accompagnement d'orgue, Paris, Melle C. Canaux, 1852.
  - Ave verum. Chœur facile à 4 voix, avec accompagnement d'orgue, id., 1853.
  - Tantum ergo à 2 et à 3 voix, avec accompagnement d'orgue (1855, 1853).
  - Regina cæli à 3 voix, avec accompagnement d'orgue, Paris, Régnier-Canaux, [1856].

Autres localisations :
- Méthode d’orgue expressif. Suivie de deux morceaux [...] Op. 30, Paris, Fourneaux, s. d. [vers 1845 ?], III-44 p. Localisation : Munich. Bayerische Staatsbibliothek.
- L’Orgue, Journal des dimanches et des Fêtes, publié sous la direction de L.F.A. FRELON, avec le concours de M.M. A[drien] de LAFAGE […] MARIUS-GUEIT, […] Première partie, plain-chant (Rit Romain) harmonisé ; deuxième partie, morceaux d’orgue faciles et doigtés. Deuxième édition. Première année, etc. Paris, 1858, pagination multiple. Localisation : Wetherby. Yorkshire de l'Ouest. British Library Reference Collections (OCLC 497267630).
- Marche, publiée dans la revue Beaux-Arts (Montréal, 1863), T. I, no 4, p. 28-29.
- Andante & Rondo pour Violoncelle, avec accompagnement de Piano dédié à son élève Monsieur Jules Landron par A. Marius Gueit. À Paris, chez E.[ugène] Troupenas et Cie Rue N[eu]ve Vivienne, 40 / À Orléans, chez Loddé Rue de Gourville, 1er, [publication vers 1835-1840][4]. Localisation : Orléans. Médiathèque.
- O salutaris hostia, pour chœur à trois voix (soprano, ténor, basse) et orgue. Manuscrit. Voir fiche descriptive du RISM : Marius Gueit

## Discographie
- Cinq Morceaux pour L’Orgue. Op. 34, in : L’Héritage de l’orgue classique, par Jean-Luc Perrot (EMA, 1997).